# Pseudomusonia lineativentris
Pseudomusonia lineativentris es una especie de mantis de la familia Thespidae.

## Distribución geográfica
Se encuentra en Costa Rica, Colombia y Panamá.